# BIND
BIND (Berkeley Internet Name Domain или Berkeley Internet Name Daemon) е един от най-използваните DNS сървъри в Интернет, разработен за Unix базирани операционни системи. Поддържа се от Internet Systems Consortium, но първоначално е създаден от студенти в CSRG на University of California. Първата версия е работила с BSD 4.3 и на машини DEC
Главният конфигурационен файл на BIND обикновено се нарича named.conf, който по традицията на *nix системите се намира в /etc директорията (или по-рядко някоя нейна поддиректория например bind).
BIND в интранет мрежа предлага следните предимства:
- ускоряване времето за изпълнение на DNS заявките
- предоставя централно хранилище за хостовете на локалната или интранет мрежата елиминирайки нуждата от копиране на файлове в мрежата[1]

## BIND Клаузи
| Клауза       | Пояснение |
| acl          | Access Control Lists |
| controls     | Определя поне един списък на контрол на достъпа, група от хостове или потребители, идентифицирани от ключове, които могат да бъдат реферирани в изгледи (view) или други клаузи и заявления |
| include      | Разрешава използването на външни файлове към конфигурацията |
| key          | Определя споделените ключове, които биват използвани за контрола и автентикацията на операции като динамичен DNS и контролните клаузи.                                                      |
| logging      | Ако syslog не се използва отделно заявление за BIND се записва тук |
| lwres        | Определя свойствата на BIND при случай на употребата му като свръхлек ресолвер |
| options      | Групира заявленията, които контролирата общо или глобално поведения и има обхват за всички зони, ако не бива overridden в зона, изглед или друга клауза                                     |
| server       | Сървър. Определя свойствата, които този сървър ще спазва при комуникацията си с преконфигуриран сървър                                                                                      |
| trusted-keys | Указват видовете конфигурации при комуникация с доверен хост |
| view         | Контролира функционалността и поведението на въз основа на адресите на хостовете |
| zone         | Определя специфичните зони които този сървър би поддържал. |
| ------------ | --- |